# Aeropuerto Internacional Akanu Ibiam
El Aeropuerto Internacional Akanu Ibiam (IATA: ENU, OACI: DNEN), también conocido como Aeropuerto de Enugu, es un aeropuerto que atiende a Enugu, una ciudad en el Estado de Enugu de Nigeria. El aeropuerto recibe su nombre de Akanu Ibiam.

## Aerolíneas y destinos
| Aerolíneas       | Destinos           |
| ---------------- | ------------------ |
| Aero Contractors | Lagos              |
| Air Nigeria      | Lagos              |
| Arik Air         | Abuya, Lagos, Kano |